# 永春宮
24°35′22″N 120°54′42″E / 24.589480°N 120.911712°E
永春宮，舊稱海棠宮，是位於臺灣苗栗縣頭屋鄉明德村明德水庫海棠島上的關帝廟。

## 沿革
道光年間，粵東人羅育光五兄弟渡海至臺灣，先到苗栗田寮庄，後來在頭屋仁隆老田寮溪上游墾拓。移民於石凸仔與原住民戰鬥，平定後在此築草屋以奉祀觀音佛母。建廟年為道光二十七年（1847年）。咸豐七年（1857年），小廟被縱火焚燒，四年後地方人將原址夷低一丈，敷地寬容以建新廟，定名「海棠宮」。後來當地瘟疫流行，鄉民無處求醫，但海棠宮靈方活人無數，以致香火鼎盛。光緒二十六年（1900年）另設名為「信善堂」的鸞堂，勸戒鴉片煙毒。光緒二十七年（1901年）重修，兼奉三恩主，更名「永春宮」。當時光緒年間，苗栗縣開拓者黃南球曾至仁隆等地拓殖，捐二銀元給此廟，名字也因此被刻在廟方的捐題碑下半部上。
1970年，明德水庫完工蓄水，裡面的石凸仔成為小島，廟宇因此四面環水，信眾遂認為當初「海棠」之名是觀音菩薩的暗示。廟址是頭屋鄉明德村24鄰37號。廟方設有吊橋連到水庫北岸的縣道126號旁，於2000年由苗栗縣政府觀光縣發包重修此橋。
2004年間，廟方向行政院客家委員會主委羅文嘉爭取經費，籌設漢文書院，讓當地客家孩童得以母語發音方式學習《三字經》、《千字文》、《千家詩》、《朱子治家格言》、《弟子規》、《名賢集》等古書。於2004年11月6日舉行開課儀式。此外客委會也補助了廟方設置客家文物館。

## 祭祀
廟方慣以關聖帝君六月廿四日誕辰前的周日舉辦祭典，各地友宮、信眾也都會在這天日祝壽。

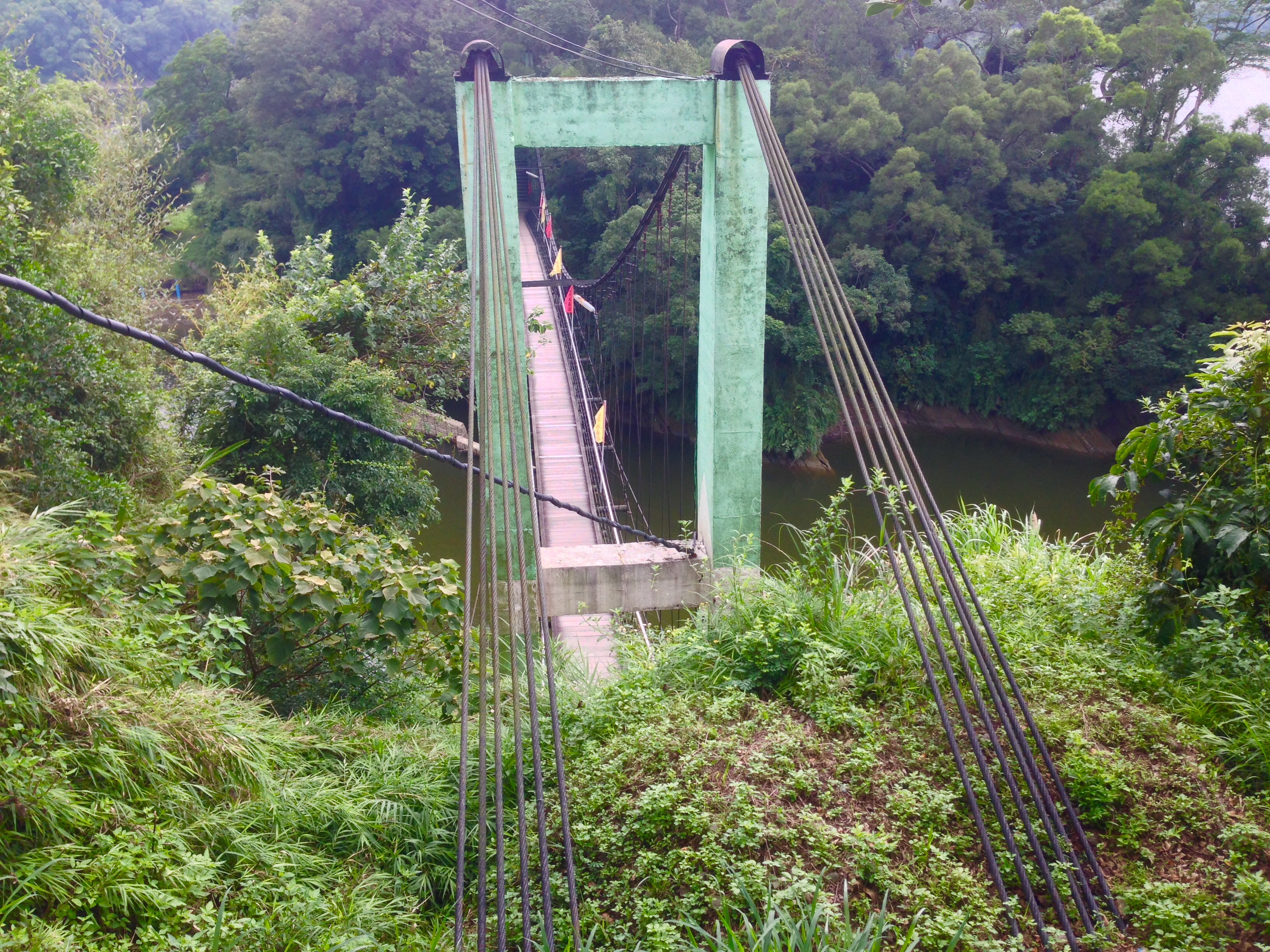
通往永春宮吊橋
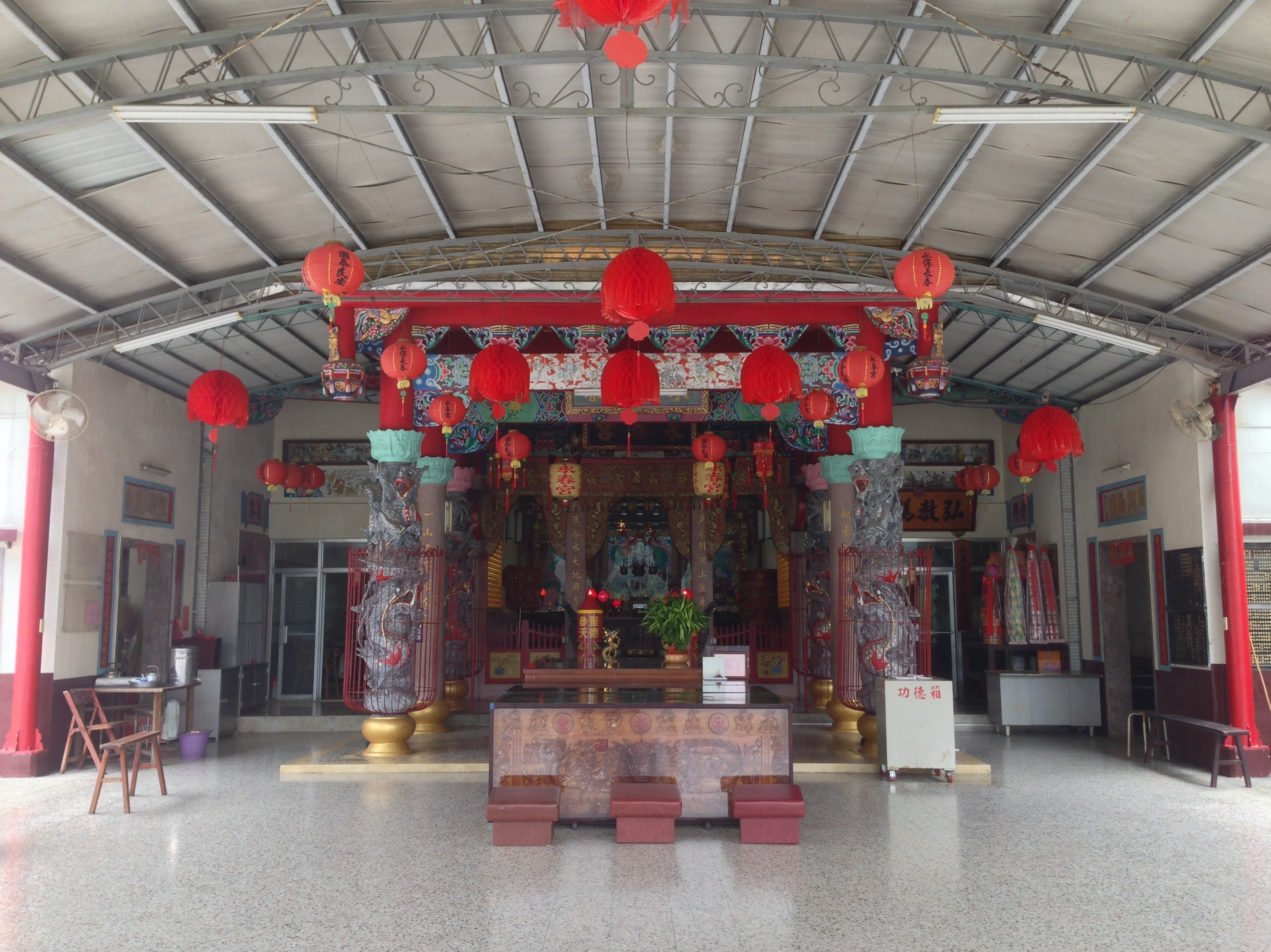
門殿
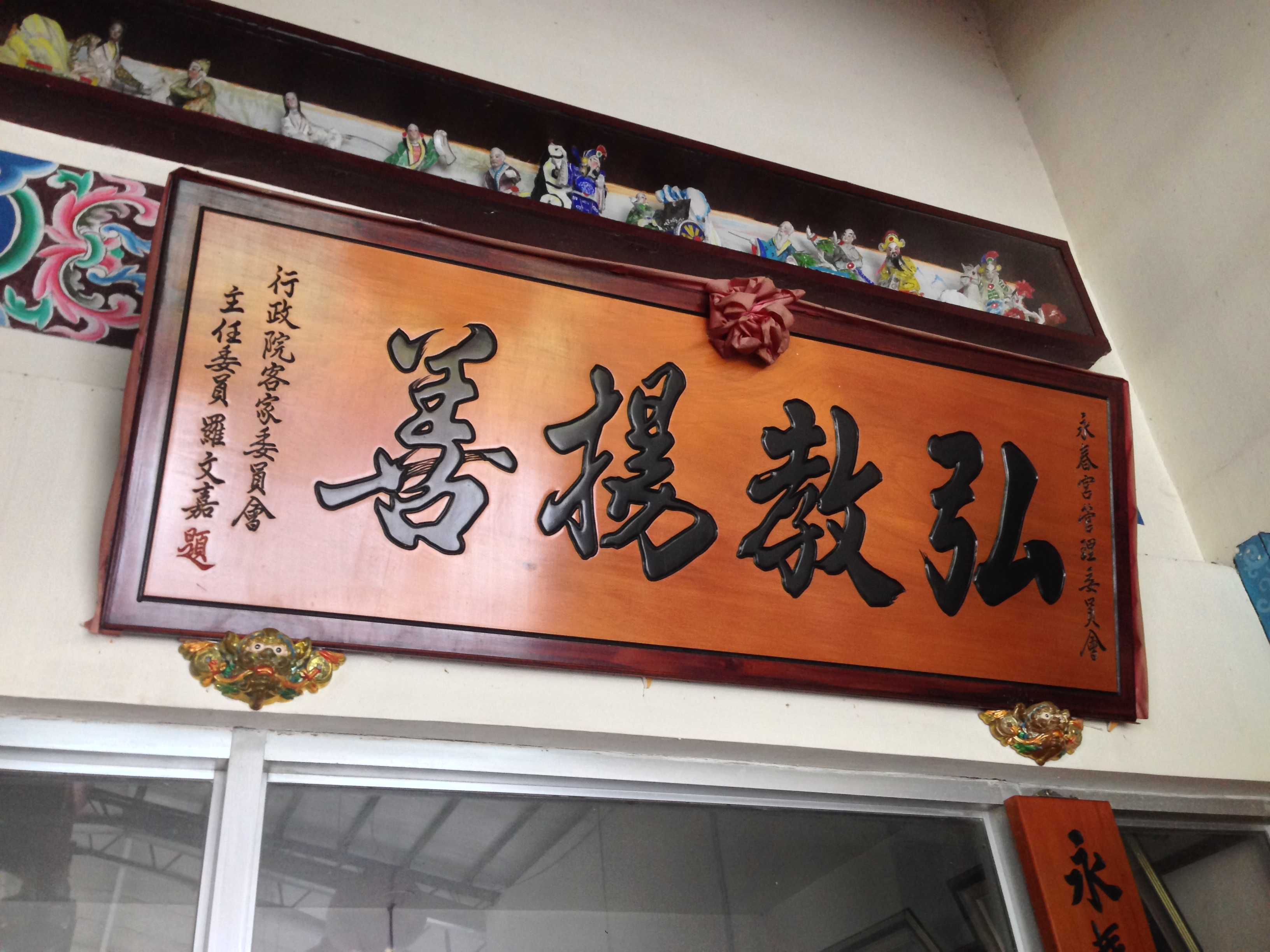
羅文嘉所贈匾額
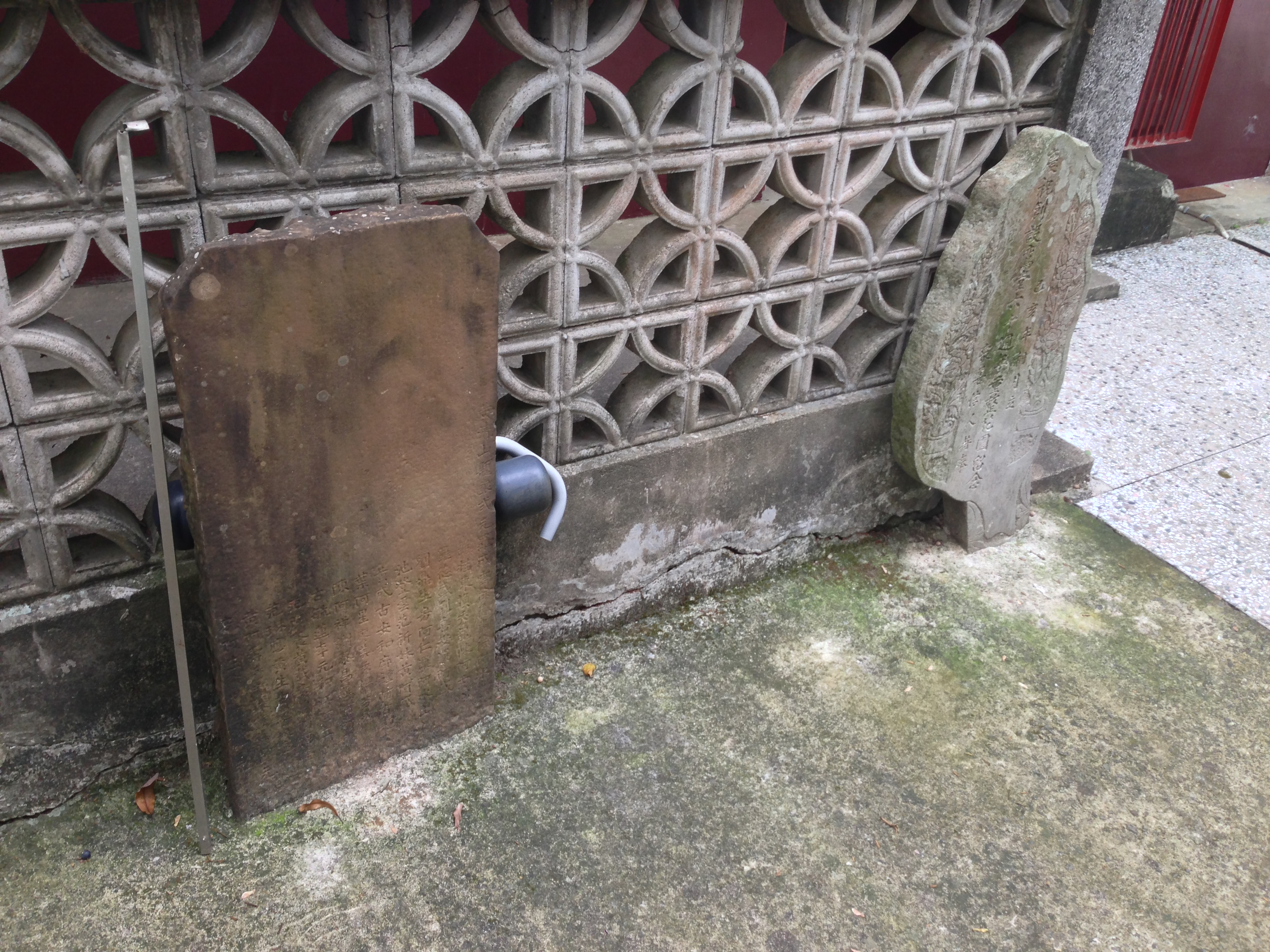
捐題碑與慶祝創設鸞堂六十週年重整花園留念碑